# Baaker Berg
Der Baaker Berg ist ein Gebiet im Südwesten Bochums. Es ist Teil der Ruhrhöhen und befindet sich zwischen Linden, Rauendahl und Sundern, östlich der Baaker Mulde und südwestlich der Sternwarte Bochum. Es wird durch die Obernbaakstraße erschlossen. Im östlichen Bereich beginnt der Rauendahler Wald. Es ist weitgehend unbesiedelt.
Das Oberkarbon tritt hier zutage. Die erste bekannte Verleihung der Abbaurechte an einer Grube im Raum der heutigen Stadt Bochum erfolgte 1677 an die Zeche Dickebaeckerbank am Baaker Berg. Weitere Zechen waren Zeche Johann Friederich und Zeche Schepmannsbank. Die Rauendahler Pferdebahn aus dem Jahr 1787 führte zum Rauendahler Hafen an der Ruhr. Der Bergbauwanderweg Baak-Sundern führt auf 3,8 Kilometern Länge um den Baaker Berg.